# Apsilochorema cheesmanae
Apsilochorema cheesmanae là một loài Trichoptera thuộc họ Hydrobiosidae. Chúng phân bố ở miền Australasia.